# Vaterpolski klub Medveščak
Il Vaterpolski klub Medveščak è una società pallanuotistica croata, con sede a Zagabria.

## Storia
Il club è stato fondato nel 1946, e all'epoca si chiamava Slavija. Dal 1948 cambia il nome in Dynamo, e presto entra a far parte dell'élite pallanuotistica jugoslava. Il nome Medveščak viene adottato a partire dal 1961.
Dal 1973, con l'eccezione del 1976, il club si ritira dai campionati, per poi venire riformato l'11 novembre 1984. Torna in massima divisione nel 1989 e, a seguito dell'indipendenza della Croazia, costituisce una presenza fissa nel massimo campionato nazionale. Fin dalla prima edizione del 2008-09, il club è una costante della Lega Adriatica (oggi Regionalna Liga).

## Rosa 2014-2015
| N° |                    | Ruolo | Giocatore        |
| -- | ------------------ | ----- | ---------------- |
|    | Croazia (bandiera) |       | Zvonimir Anđelić |
|    | Croazia (bandiera) |       | Domagoj Bulat    |
|    | Croazia (bandiera) |       | Franko Geratović |
|    | Croazia (bandiera) |       | Toni Jelavić     |
|    | Croazia (bandiera) |       | Bruno Josipović  |
|    | Croazia (bandiera) |       | Luka Jovanović   |
|    | Croazia (bandiera) |       | Luka Kolar       |
|    | Croazia (bandiera) |       | Lovro Korolija   |
|    | Croazia (bandiera) |       | Niko Krvavica    |
|    | Croazia (bandiera) |       | Franko Lazić     |
|    | Croazia (bandiera) |       | Roko Lazić       |
|    | Croazia (bandiera) |       | Kristijan Lipar  |

| N° |                    | Ruolo | Giocatore         |
| -- | ------------------ | ----- | ----------------- |
|    | Croazia (bandiera) |       | Luka Lipej        |
|    | Croazia (bandiera) |       | Martin Lipej      |
|    | Croazia (bandiera) |       | Ante Lovrić       |
|    | Croazia (bandiera) |       | Fran Milković     |
|    | Croazia (bandiera) |       | Josip Pezer       |
|    | Croazia (bandiera) |       | Boris Posavec     |
|    | Croazia (bandiera) |       | Nikola Samodol    |
|    | Croazia (bandiera) |       | Petar Juraj Selem |
|    | Croazia (bandiera) |       | Luka Strukan      |
|    | Croazia (bandiera) |       | Filip Tomašek     |
|    | Croazia (bandiera) |       | Deni Šarić        |
|    | Croazia (bandiera) |       | Zvonimir Škorić   |

## Palmarès

### Trofei nazionali
- Campionato jugoslavo d'inverno: 1

1966